# Тіса-Сілвестрі
Тіса-Сілвестрі (рум. Tisa-Silvestri) — село у повіті Бакеу в Румунії. Входить до складу комуни Одобешть.
Село розташоване на відстані 259 км на північ від Бухареста, 19 км на північний схід від Бакеу, 65 км на південний захід від Ясс.

## Населення
За даними перепису населення 2002 року у селі проживали 965 осіб, усі — румуни. Усі жителі села рідною мовою назвали румунську.